# アンドリュー・フリントフ
アンドリュー・フリントフ, MBE（英: Andrew Flintoff, MBE、1977年12月6日 - ）は、イングランド・プレストン出身の元プロクリケット選手。元イングランド代表。ポジションはオールラウンダー。

## 概要
20世紀有数のクリケット選手の一人。2005年にはクリケットの世界年間最優秀選手に贈られるサー・ガーフィールド・ソバーズ・トロフィーを受賞。